# Leichtathletik-Weltmeisterschaften 2013/Teilnehmer (Argentinien)
| Gelbes Symbol für Goldmedaillen mit stilisierten Olympischen Ringen | Graues Symbol für Silbermedaillen mit stilisierten Olympischen Ringen | Braundes Symbol für Bronzemedaillen mit stilisierten Olympischen Ringen |
| ------------------------------------------------------------------- | --------------------------------------------------------------------- | ----------------------------------------------------------------------- |
| —                                                                   | —                                                                     | —                                                                       |

Der Leichtathletik-Verband Argentiniens stellte fünf Teilnehmerinnen und drei Teilnehmer bei den Leichtathletik-Weltmeisterschaften 2013 in der russischen Hauptstadt Moskau.

## Ergebnisse

### Männer

#### Laufdisziplinen
| Athlet           | Disziplin   | Vorlauf | Vorlauf | Halbfinale | Halbfinale | Finale    | Finale |
| Athlet           | Disziplin   | Zeit    | Platz   | Zeit       | Platz      | Zeit      | Platz  |
| ---------------- | ----------- | ------- | ------- | ---------- | ---------- | --------- | ------ |
| Juan Manuel Cano | 20 km Gehen |         |         |            |            | 1:30:45 h | 46     |

#### Sprung/Wurf
| Athlet       | Disziplin   | Qualifikation | Qualifikation | Finale     | Finale |
| Athlet       | Disziplin   | Weite         | Platz         | Weite      | Platz  |
| ------------ | ----------- | ------------- | ------------- | ---------- | ------ |
| Germán Lauro | Kugelstoßen | 20,09 m       | 9             | 20,40 m SB | 7      |

#### Zehnkampf
| Athlet         | Disziplin | 100 m      | Weit- sprung | Kugel- stoßen | Hoch- sprung | 400 m | 110 m Hürden | Diskus- wurf | Stabhoch- sprung | Speer- wurf | 1500 m | Punkte | Platz |
| -------------- | --------- | ---------- | ------------ | ------------- | ------------ | ----- | ------------ | ------------ | ---------------- | ----------- | ------ | ------ | ----- |
| Román Gastaldi | Ergebnis  | 11,20 s SB | 6,89 m       | 13,96 m SB    | 1,87 m       | DSQ   | -            | -            | -                | -           | -      | DNF    | DNF   |
| Román Gastaldi | Punkte    | 817        | 788          | 726           | 687          | -     | -            | -            | -                | -           | -      | DNF    | DNF   |

### Frauen

#### Laufdisziplinen
| Athletin       | Disziplin | Vorlauf | Vorlauf | Halbfinale | Halbfinale | Finale    | Finale |
| Athletin       | Disziplin | Zeit    | Platz   | Zeit       | Platz      | Zeit      | Platz  |
| -------------- | --------- | ------- | ------- | ---------- | ---------- | --------- | ------ |
| Karina Córdoba | Marathon  |         |         |            |            | 2:51:07 h | 36     |
| Karina Neipán  | Marathon  |         |         |            |            | 2:56:02 h | 41     |
| María Peralta  | Marathon  |         |         |            |            | DNF       | DNF    |

#### Sprung/Wurf
| Athletin          | Disziplin  | Qualifikation | Qualifikation | Finale             | Finale             |
| Athletin          | Disziplin  | Weite         | Platz         | Weite              | Platz              |
| ----------------- | ---------- | ------------- | ------------- | ------------------ | ------------------ |
| Rocío Comba       | Diskuswurf | 61,54 m       | 9             | 59,83 m            | 12                 |
| Jennifer Dahlgren | Hammerwurf | 68,90 m       | 17            | nicht qualifiziert | nicht qualifiziert |